# Canadian Tire Motorsport Park
Canadian Tire Motorsport Park, wcześniej Mosport International Raceway i Mosport Park – tor wyścigowy usytuowany na północ od Bowmanville w Kanadzie. W skład obiektu wchodzą: czterokilometrowy (długość skrócona podczas modernizacji nawierzchni w 2003 roku) tor liczący 10 zakrętów; półmilowy, wybrukowany owal; 2,4-kilometrowy odcinek dla kierowców do treningu z ćwierć milowym skidpadem, 1,4-kilometrowy tor kartingowy.

## Historia
Tor, zbudowany w końcówce lat 50', był drugim takim obiektem w Kanadzie po Westwood Motorsport Park w Coquitlam. Następnie powstały Edenvale, Green Acres i Harewood Acres, wszystkie będące torami na lotniskach w przeciwieństwie do Mosport Park. Pierwszy ważny wyścig odbył się w 1961 roku. Był to Player's 200, na które przyjechali kierowcy z całego świata. Zwycięzcą okazał się Stirling Moss w Lotusie 19. Nawrót zaproponował rozwlec na dwa zakręty (nr 5 i 6), aby stał się większym wyzwaniem dla kierowców i bardziej interesujący dla widzów. Aby uhonorować jego wkład w tworzenie toru, zakręt został nazwany jego nazwiskiem. Jest to powód częstego i błędnego nazywania toru jako „Mossport”.
Mosport Park zmieniał kilkukrotnie właścicieli. Dwóch współtwórców (Norm Namerow oraz Harvey Hudes) zostało umieszczonych w Kanadyjskim Motorsport Hall of Fame za swój wkład w rodzimy sport. W 1998 tor został sprzedany Panoz Motor Sports Group, a w 1999 nowo powstała seria amerykańskich wyścigów Le Mans zagościła po raz pierwszy na trasie. W 2001 roku tor został uznany za zgodny ze specyfikacjami FIA po ustaleniu szerokości na 12,8 m. Zmiany były na bieżąco konsultowane z kierowcami, tak aby zachować charakterystykę oryginalnego toru.
Tytuł Kanadyjskiego Grand Prix uzyskano jeszcze przed goszczeniem bolidów F1 na torze. Powodem tego były różne międzynarodowe serie wyścigowe, które z roku na rok przyciągały coraz większą publiczność. Popularność toru była ważnym czynnikiem powstania serii Can-Am. Od pierwszego sezonu w 1966 roku Mosport Park znajdował się w kalendarzu wyścigów, będąc gospodarzem co najmniej jednego w trakcie roku z wyjątkiem sezonu 1968. W 1967 roku na torze odbyło się po raz pierwszy Grand Prix Kanady Formuły 1, kolarskie USAC oraz Grand Prix motocykli klasy 500 cm³. Bolidy Formuły 1 jeździły po torze do 1977 roku.
Mosport Park było świadkiem wielu tragedii. Na trasie zmarło 15 osób, w tym kierowców oraz osoby z obsługi toru. Najbardziej rozpoznawanym był Manfred Winkelhock, który zginął w 1985 roku, kiedy jego Porsche 962C uderzyło w betonową ścianę. Ostatni śmiertelny wypadek wydarzył się w 2008 roku podczas festiwalu Vintage Automobile Racing Association of Canada Racing kiedy to Dino Crescentini stracił kontrolę nad swoim Wolfem Dallara, autem serii Can Am, którego wcześniej prowadził Gilles Villeneuve.

## ZwycięzcyGrand Prix Kanadyna torze Mosport International Raceway
| Sezon | Kierowca                                                                      | Zespół                                   |        |
| ----- | ----------------------------------------------------------------------------- | ---------------------------------------- | ------ |
| 1967  | Jack Brabham                                                                  | Brabham-Repco                            | Wyniki |
| 1969  | Jacky Ickx                                                                    | Brabham-Ford                             | Wyniki |
| 1971  | Jackie Stewart                                                                | Tyrrell-Ford                             | Wyniki |
| 1972  | Jackie Stewart                                                                | Tyrrell-Ford                             | Wyniki |
| 1973  | Peter Revson                                                                  | McLaren-Ford                             | Wyniki |
| 1974  | Emerson Fittipaldi                                                            | McLaren-Ford                             | Wyniki |
| 1976  | James Hunt                                                                    | McLaren-Ford                             | Wyniki |
| 1977  | Jody Scheckter                                                                | Wolf-Ford                                | Wyniki |
|       | 2x Stewart 1x J. Brabham 1x Ickx 1x Revson 1x Fittipaldi 1x Hunt 1x Scheckter | 3x McLaren 2x Brabham 2x Tyrrell 1x Wolf |        |